# Misioneras Combonianas
Las Hermanas Misioneras Pías Madres de África, o también Hermanas Misioneras Combonianas (en italiano: Suore Missionarie Comboniane), es una congregación religiosa católica femenina de derecho pontificio, fundada por Daniel Comboni el 1 de enero de 1872, en Montorio Veronese (Verona), con el fin de evangelizar en tierras africanas. Las religiosas de este instituto son conocidas como Misioneras Combonianas, o simplemente Combonianas y posponen a sus nombres las siglas S.M.C.

## Historia

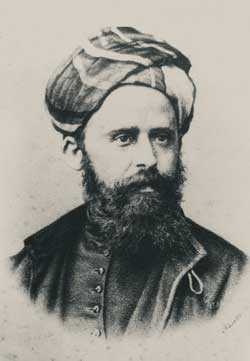
Daniel Comboni (1821-1881), fundador de las Hermanas Misioneras Pías Madres de África (Combonianas).

Daniel Comboni, luego de haber fundado el instituto para las misiones extrangeras de los Hijos del Corazón de Jesús (más tarde conocidos como combonianos) en 1867, intentó apoyarse de una rama de religiosas para ayudar en las misiones de África, pero no pudo fundar la rama femenina de la congregación. La primera ayuda la recibió de las Hermanas de San José de la Aparición.
Comboni, por deseo propio y por solicitud de la Propaganda Fide, fundó el 1 de enero de 1872, en el barrio Montorio Veronese de Verona (Italia), a las Pías Madres de África. Al partir para África, Comboni tuvo que dejar el instituto en manos de las mismas hermanas, haciéndose cargo la dirección  Maria Bollezzoli. El 8 de diciembre de 1874 recibieron la aprobación diocesana de parte del obispo de Verona, Luigi di Canossa, y el 15 de octubre de 1876, Comboni llegó de África para recibir la profesión de los votos de las primeras religiosas.
Las primeras misioneras llegaron a África en 1877. Con la revolución mahadista en Sudán, la misión casi desaparece, pero las hermanas permanecieron allí. Ocho de ellas fueron hechas prisioneras por los rebeldes. Una vez acabada la revuelta en 1899 las religiosas reprendieron su misión. El 22 de febrero de 1897 recibieron el decreto pontificio de alabanza y sus Constituciones fueron aprobadas por la Santa Sede el 10 de julio de 1912.
A pesar de que el fin último de las Pías Madres era la misión en África, entre los años 1920-1930 conocieron un momento de revaluación, que permitió la expansión del instituto a Medio Oriente y a América.

## Actividades y presencias
Las Misioneras Combonianas pretenden ser puente entre los pueblos, culturas y religiones, entre los excluidos y los que excluyen; a través del diálogo y la reconciliación. Expresan su carisma a través de la misión ad gentes, es decir, entre los pueblos que no conocen a Cristo, especialmente en África. Los medios para llevar a cabo su misión son la evangelización, la animación de iglesias locales, la formación de líderes, la educación, la salud, la promoción de la mujer, la catequesis y el uso de los medios de comunicación.
En 2011, la congregación contaba con unas 1490 misioneras y 182 casas, presentes en Alemania, Brasil, Camerún, Colombia, Costa Rica, Chad, Ecuador, Egipto, Emiratos Árabes Unidos, Eritrea, España, Estados Unidos, Etiopía, Guatemala, Israel, Italia, Jordania, Kenia, México, Mozambique, Perú, Polonia, Portugal, Reino Unido, República Centroafricana, República Democrática del Congo, Sudán, Togo, Uganda y Zambia. La curia general se encuentra en Roma y su actual Superiora general es la religiosa italiana Luzia Premoli.